# Stipa pinetorum
Stipa pinetorum är en gräsart som beskrevs av Marcus Eugene Jones. Stipa pinetorum ingår i släktet fjädergrässläktet, och familjen gräs. Inga underarter finns listade i Catalogue of Life.